# Streptococcus mutans
Streptococcus mutans ist eine Bakterienart aus der Gattung der Streptokokken (Streptococcus). S. mutans ist der Leitorganismus der Zahnkaries und bei fast jedem Menschen im Speichel vorhanden. Die Höhe der Konzentration von S. mutans im Speichel korreliert eng mit dem Kariesrisiko. Abseits von Karies können diese Bakterien auch an anderen Erkrankungen beteiligt sein. Es konnte für S. mutans eine Beteiligung an der infektiösen Endokarditis (Herzklappenentzündung) gezeigt werden.

## Beschreibung
S. mutans hat etwa kugel- bis eiförmige Zellen („Kokken“), die zu zweit oder in Ketten angeordnet und nicht aktiv beweglich sind. Das Bakterium  ist grampositiv, fakultativ anaerob, hat oxidativen und fermentativen Energiestoffwechsel und bildet keine Sporen. Auf Gelnährmedien mit komplexen Nährstoffen bildet S. mutans rundliche, konvexe (gewölbte) Kolonien mit granulierter (gekörnter) Oberfläche. Die meisten Stämme wirken α-hämolytisch (grünliche Verfärbung um die Bakterien herum auf einem bluthaltigen Nährboden). Bei drei Stämmen wurde aber auch eine β-Hämolyse (vollständige Auflösung der Erythrozyten und Abbau des Hämoglobins) nachgewiesen.

## Pathophysiologie
Streptococcus mutans gilt als wichtigster Verursacher der Karies. Der Erreger besitzt eine Reihe spezieller Eigenschaften (Virulenzfaktoren), die ihm eine Hauptrolle bei der Entstehung des bakteriellen Zahnbelags zuweisen:
- Glukanvermittelte Adhärenz: Aus der im Speisebrei enthaltenen Saccharose bildet S. mutans extrazelluläre Glucane, mit der die Bakterien in der Lage sind, sich an den Zahnschmelz anzuheften. Es wird also auf den Oberflächen der Zähne ein Biofilm gebildet. Die Bildung der Glucane wird durch Glucosyltransferasen (Enzyme zur Übertragung von Glucoseeinheiten) vermittelt. Die Aktivität der Glucosyltransferasen gilt als Messlatte für die Virulenz des Erregers.[6]
- Milchsäureproduktion: S. mutans baut im Zuge eines fermentativen Energiestoffwechsels Kohlenhydrate zu Milchsäure (Lactat) ab. Der daraus resultierende Abfall des pH-Werts führt zur Demineralisation der Zahnsubstanz.[6]
- Säuretoleranz: Durch das aktive Ausscheiden von Protonen ist S. mutans in der Lage, auch in stark saurem Milieu zu überleben.[6]

## S. mutansin der Oralflora
Der Nachweis von S. mutans an sich hat noch keinen Krankheitswert, da die Bakterien natürlicherweise im Mundraum vorkommen. Sie sind Teil der oralen Normalflora (oral – den Mund betreffend) und stellen einen bedeutenden Anteil aller Streptokokken der Mundhöhle. Wenn jedoch ein kombiniert gutes Wachstum von S. mutans zusammen mit Hefen (Candida) stattfindet, wird die Biofilmbildung gefördert, weil es zu vermehrter Glukanbildung kommt. Das bedeutet, dass die Mikroorganismen eine längere Verweildauer im Mund haben und sich der kariogene Effekt verstärkt, da gleichzeitig vermehrt Säure gebildet wird. Diese kann vom Speichel nur begrenzt abgepuffert werden und sobald sie die Pufferkapazität übersteigt, sterben andere Bakterien ab die die gleiche ökologische Nische besetzen. Bakterien wie Streptococcus oralis, die Gegenspieler sind und das Wachstum begrenzen, sind dann reduziert. Wenn der Prozess fortdauert, die bakterielle Vielfalt zugunsten von S. mutans reduziert ist und der Biofilm nicht aufgebrochen wird, entsteht ein Steady state der Kariesbildung ermöglicht. An das Leben in Biofilmen hat sich das Bakterium perfekt angepasst und kann sich dort um ein Vielfaches besser vermehren als dies im planktonischen Wachstum (Vermehren außerhalb des Biofilms) der Fall ist.